# 本多忠豊

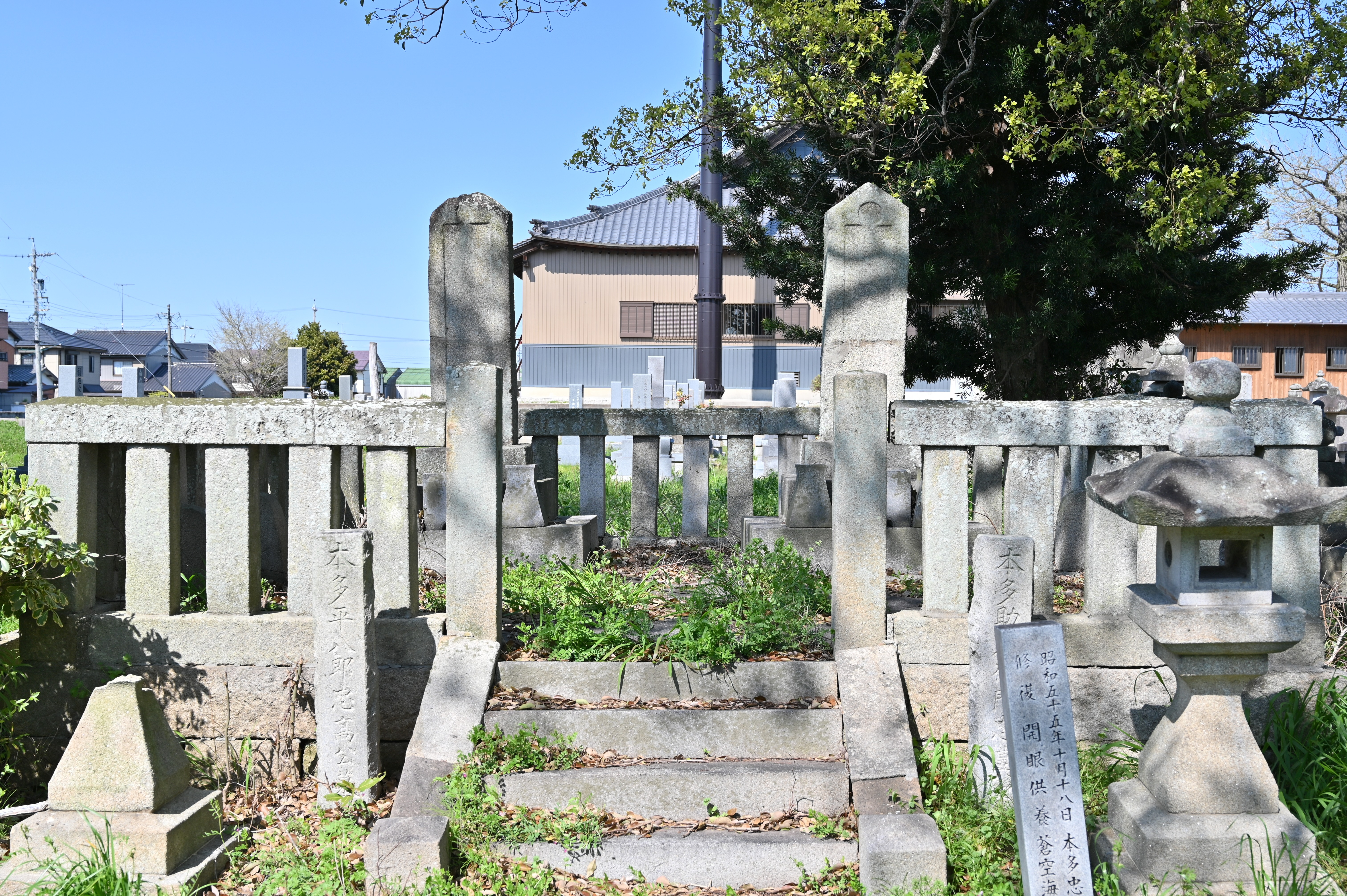
妙源寺にある本多忠豊の墓（右）

本多 忠豊（ほんだ ただとよ）は、戦国時代の武将。三河国松平氏家臣。徳川四天王・本多忠勝の祖父にあたる。

## 生涯
松平氏に仕えて、その重臣として活動した。享禄2年（1529年）の岩崎城・野呂城攻めに供奉する。享禄3年（1530年）、宇理城の熊谷直盛を攻めた際に、敵兵が主君・松平清康に迫った時には自ら進み出て奮戦した。この功により扇の指物を賜った。清康の死後、松平広忠を伊勢国から岡崎まで迎えた。
天文14年（1545年）、三河安祥城をめぐる織田信秀との戦い（第二次安祥合戦）で敗北した松平広忠を逃がすため、殿軍を務めて討死した。三河国乗子の大中寺に葬られ、後に妙源寺に改葬された。

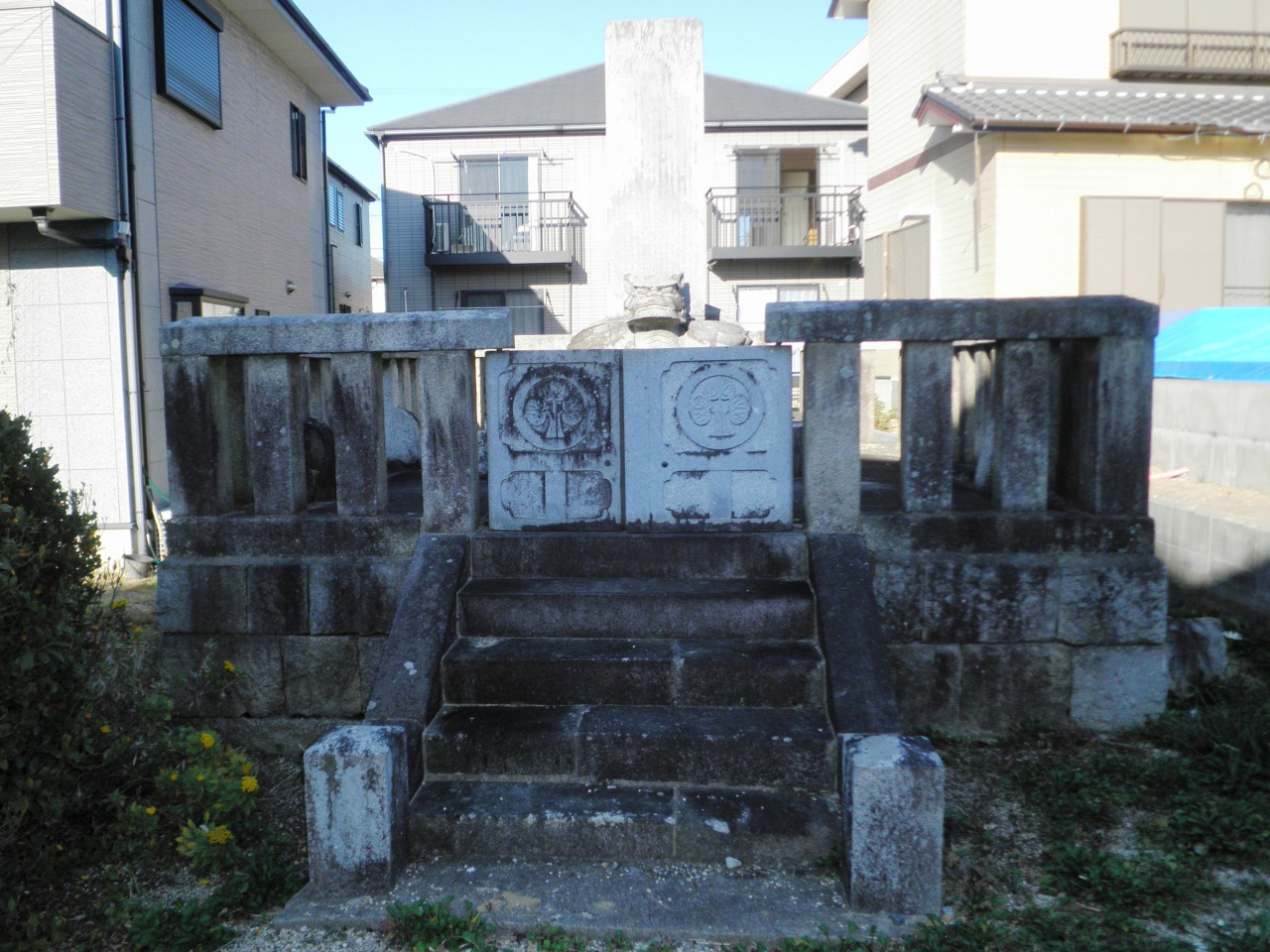
第三次安城合戦で戦死したとされる地に立つ本多忠豊墓碑（愛知県安城市）

寛政6年（1794年）に岡崎藩主本多忠顕が建立した墓碑が安城市内に残る。

## 登場作品
- 『徳川家康』 （NHK大河ドラマ 1983年)、演：山口嘉三

## 参考資料
- 歴史群像『徳川四天王』 学研出版